# Sierra de las Minas
Die Sierra de las Minas ist ein 130 km langer und 30 km breiter Gebirgszug im Osten Guatemalas. Höchster Gipfel ist der 2987 m hohe Cerro Raxón.

## Lage
Die Sierra de las Minas erstreckt sich über ca. 4274 km² in west-östlicher Richtung zwischen dem Río Polochic im Norden und dem Río Motagua im Süden und dem Izabal-See im Osten. Entlang des Hauptkamms verläuft die Grenze zwischen den Departamentos Izabal, Zacapa und El Progreso.

## Naturschutzgebiet
Ein Großteil der Sierra de las Minas steht unter Naturschutz (Biosphärenreservat), die Einrichtung eines Nationalparks ist geplant.

## Weblink
- Sierra de las Minas, Biosphärenreservat – Fotos + Infos (englisch)